# Paragnetina kansensis
Paragnetina kansensis är en bäcksländeart som först beskrevs av Banks 1905.  Paragnetina kansensis ingår i släktet Paragnetina och familjen jättebäcksländor. Inga underarter finns listade i Catalogue of Life.

## Bildgalleri

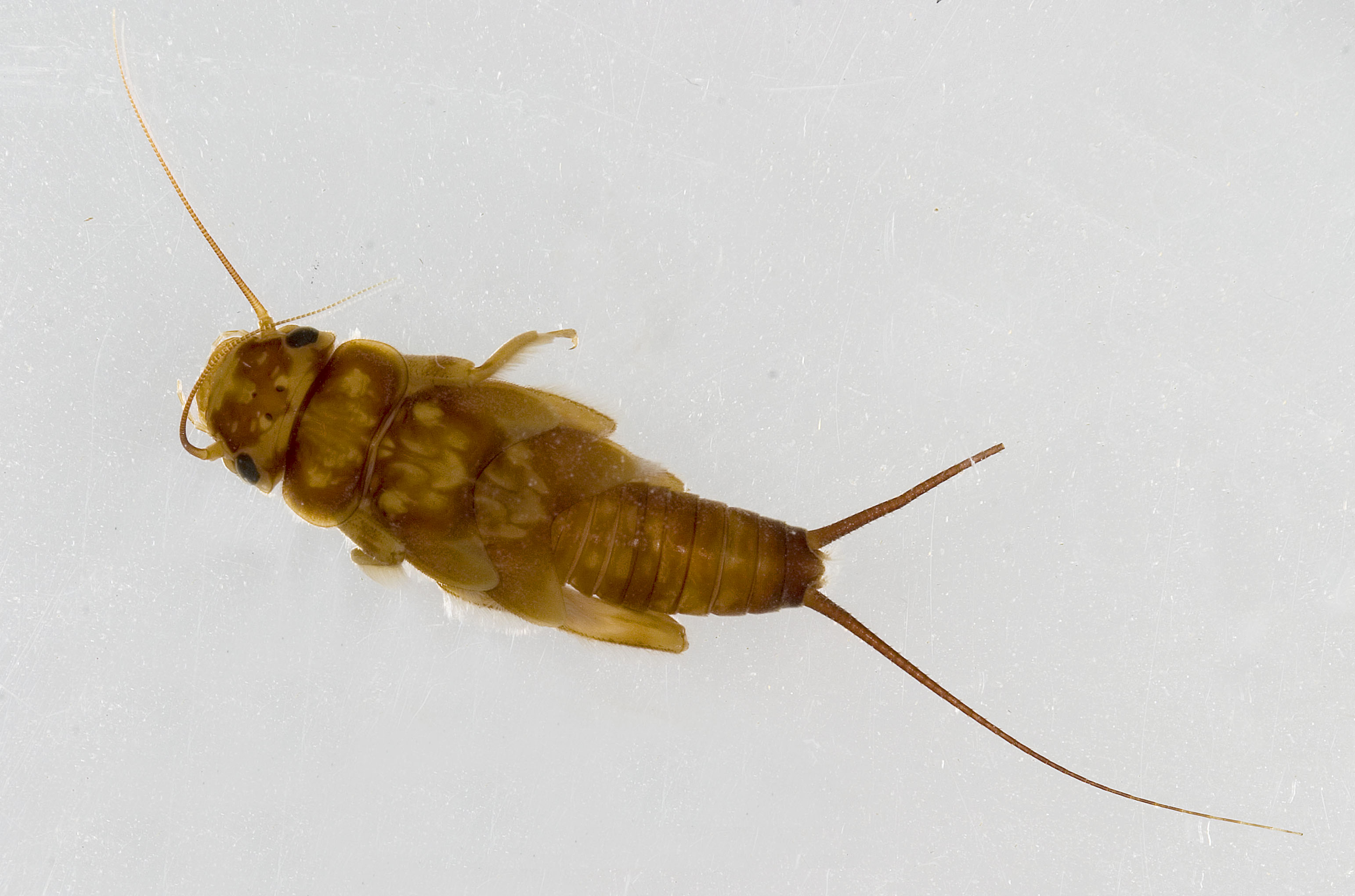